# Ніна Компанієць
Ніна Компанієць (фр. Nina Companéez; 26 серпня 1937, Булонь-Бійанкур, О-де-Сен — 9 квітня 2015, Париж) — французька актриса, сценарист і режисер.

## Біографія
Молодша дочка Якова Компанійця, сценариста, українського емігранта єврейського походження з Ніжина. Почавши кар'єру в ролі сценариста, вона потім переключилася на режисуру. В останні роки працювала на телебаченні.
Написала сценарій фільмів «Бенжамен, або Щоденник незайманого» і «Гусар на даху». Була автором сценарію і режисером історичного міні-серіалу «Шлях короля».

## Фільмографія

### Режисер
- 1972 — Фостин і прекрасне літо / Faustine et le bel été
- 1973 — Історія про Коліно-спідничника / L ' histoire très bonne et très joyeuse de Colinot Trousse-Chemise
- 1977 — Як в рулетку / Comme sur des roulette
- 1977, 1979 — Сінема 16 / Cinéma 16 (серіал, 2 епізоди: La muse et la Madone (1979), Tom et Julie (1977))
- 1978 — Один ведмідь не як інші / Un ours pas comme les autres (міні-серіал)
- 1979 — Ніч і мить / La nuit et le moment (телефільм)
- 1979 — Жінки у моря / Les dames de la côte (міні-серіал)
- 1982 — Глава сім'ї / Le chef de famille (міні-серіал)
- 1983 — Два друга дитинства / Deux amies d enfance (міні-серіал)
- 1989 — Великі зміни / La grande cabriole (міні-серіал)
- 1994 — Люблю тебе як раніше / Je t'aime quand même
- 1996 — Шлях короля / L allée du roi (міні-серіал, 2 епізоди)
- 1998 — La poursuite du vent (міні-серіал, 3 епізоди)
- 2001 — Пікнік у Озіріса / Un pique-nique chez Osiris (телефільм)
- 2002 — Пісенька каменяра / La chanson du maçon (телефільм)
- 2008 — А ось і буря... / Voici à venir orage... (міні-серіал, 3 епізоди)
- 2011 — У пошуках втраченого часу / À la recherche du temps perdu (міні-серіал, 2 епізоди)
- 2014 — Королівський генерал / Le général du roi  (телефільм)

### Сценарист
- 1961 — Сьогодні ввечері або ніколи / Ce soir ou jamais
- 1962 — Чарівна брехуха / Adorable menteuse
- 1963 — Через, через жінку / À cause, à cause d'une femme
- 1963 — Квартира для дівчаток / L appartement des filles
- 1964 — Дівчатка / Les petites demoiselles (телефільм)
- 1964 — Щасливчик Джо / Lucky Jo
- 1966 — Вкрали Джоконду / Il ladro della Gioconda
- 1966 — Солдат Мартен / Martin Soldat
- 1967 — Ніжні акули / Zärtliche Haie
- 1968 — Бенжамен, або Щоденник незайманого / Benjamin ou Les mémoires d'un puceau
- 1969 — Прощай, Барбара / Bye bye, Barbara
- 1970 — Ведмідь і лялька / l'ours et la poupée
- 1971 — Рафаель-розпусник / Raphaël ou le débauché
- 1972 — Фостин і прекрасне літо / Faustine et le bel été
- 1970 — Ведмідь і лялька / l'ours et la poupée
- 1973 — Історія про Коліно-спідничника / L ' histoire très bonne et très joyeuse de Colinot Trousse-Chemise
- 1977 — Як в рулетку / Comme sur des roulette
- 1978 — Один ведмідь не як інші / Un ours pas comme les autres (міні-серіал)
- 1979 — Сінема 16 / Cinéma 16 (серіал епізод: La muse et la Madone)
- 1979 — Жінки у моря / Les dames de la côte (міні-серіал)
- 1982 — Глава сім'ї / Le chef de famille (міні-серіал)
- 1989 — Великі зміни / La grande cabriole (міні-серіал)
- 1994 — Люблю тебе як раніше / Je t'aime quand même
- 1994 — Прощальні троянди / Adieu les roses (телефільм)
- 1995 — Гусар на даху / Le Hussard sur le toit
- 1996 — Шлях короля / L allée du roi (міні-серіал, 2 епізоди)
- 1998 — La poursuite du vent (міні-серіал)
- 2001 — Пікнік у Озіріса / Un pique-nique chez Osiris (телефільм)
- 2002 — Пісенька каменяра / La chanson du maçon (телефільм)
- 2008 — А ось і буря... / Voici à venir orage... (міні-серіал, 3 епізоду)
- 2011 — У пошуках втраченого часу / À la recherche du temps perdu (міні-серіал, 2 епізоди)
- 2014 — Королівський генерал / Le général du roi  (телефільм)

### Актриса
- 1968 — Бенжамен, або Щоденник незайманого / Benjamin ou Les mémoires d'un puceau (в титрах не вказана)
- 1969 — Прощавай, Барбара / Bye bye, Barbara (в титрах не вказана)
- 1970 — Ведмідь і лялька / l'ours et la poupée (в титрах не вказана)

### Монтажер
- 1961 — Сьогодні ввечері або ніколи / Ce soir ou jamais
- 1962 — Чарівна брехуха / Adorable menteuse
- 1963 — Через, через жінку  / À cause, à cause d'une femme
- 1964 — Щасливчик Джо / Lucky Jo
- 1966 — Солдат Мартен / Martin Soldat
- 1968 — Бенжамен, або Щоденник незайманого / Benjamin ou Les mémoires d'un puceau
- 1969 — Прощавай, Барбара / Bye bye, Barbara
- 1970 — Ведмідь і лялька / l'ours et la poupée
- 1971 — Рафаель-розпусник / Raphaël ou le débauché